# 3-溴-2-苯基喹啉
3-溴-2-苯基喹啉是一种有机化合物，化学式为C15H10BrN。它可以苯基溴化镁和3-溴喹啉在四甲基乙二胺存在下反应得到。它和苯乙炔在三乙胺存在下、碘化亚铜和二氯双(三苯基膦)钯催化下反应，可以得到2-苯基-3-苯乙炔基喹啉。